# Feliks Reisner
Feliks Reisner, též Feliks Rejzner nebo Felix Reyzner (1. června 1819 – září 1866), byl rakouský právník a politik polské národnosti z Haliče, v 60. letech 19. století poslanec rakouské Říšské rady.

## Biografie
V 60. letech se s obnovou ústavního systému vlády zapojil do vysoké politiky. V zemských volbách byl zvolen na Haličský zemský sněm, kde zastupoval kurii městskou, obvod Tarnopol. Zemským poslancem byl do své smrti roku 1866.
Působil také coby poslanec Říšské rady (celostátního parlamentu Rakouského císařství), kam ho delegoval Haličský zemský sněm roku 1861 (Říšská rada tehdy ještě byla volena nepřímo, coby sbor delegátů zemských sněmů). 11. května 1861 složil slib. V rejstříku poslanců pro zasedání Říšské rady od roku 1864 již není uveden.
V době svého parlamentního působení se uvádí jako Dr. Felix Reyzner, advokát v Tarnopolu.
Zemřel v září 1866.